# Консепшн-Гарбор
Консепшн-Гарбор (англ. Conception Harbour) — містечко в Канаді, у провінції Ньюфаундленд і Лабрадор.

## Населення
За даними перепису 2016 року, містечко нараховувало 685 осіб, показавши скорочення на 1,7%, порівняно з 2011-м роком. Середня густина населення становила 31,7 осіб/км².
З офіційних мов обидвома одночасно володіли 5 жителів, тільки англійською — 680.
Працездатне населення становило 51,9% усього населення, рівень безробіття — 11,9% (8,3% серед чоловіків та 16,1% серед жінок). 95,5% осіб були найманими працівниками, а 4,5% — самозайнятими.
Середній дохід на особу становив $52 650 (медіана $34 389), при цьому для чоловіків — $75 880, а для жінок $31 695 (медіани — $56 960 та $24 064 відповідно).
23,3% мешканців мали закінчену шкільну освіту, не мали закінченої шкільної освіти — 20,2%, 56,6% мали післяшкільну освіту, з яких 11% мали диплом бакалавра, або вищий.
| Статево-вікова структура населення | Статево-вікова структура населення | Статево-вікова структура населення | Статево-вікова структура населення | Статево-вікова структура населення |
| ---------------------------------- | ---------------------------------- | ---------------------------------- | ---------------------------------- | ---------------------------------- |
|                                    |                                    |                                    |                                    |                                    |
| Всього                             | Всього                             | 49,6%50,4%                         |                                    |                                    |
| 0 — 14 років                       | 0 — 14 років                       |                                    | 15,3%                              | 15,3%                              |
| 15 — 64 років                      | 15 — 64 років                      |                                    | 64,2%                              | 64,2%                              |
| 65 і більше                        | 65 і більше                        |                                    | 20,4%                              | 20,4%                              |
| 85 і більше                        | 85 і більше                        |                                    | 0,7%                               | 0,7%                               |
| Середній вік (років)               | Середній вік (років)               | 45,244,8                           | 45,0                               | 45,0                               |
| Медіана (років)                    | Медіана (років)                    | 49,550,2                           | 49,9                               | 49,9                               |
| — чоловіки — жінки                 |                                    |                                    |                                    |                                    |

| Походження мешканців:     | Походження мешканців:     | Походження мешканців: | Походження мешканців: | Походження мешканців: |
| ------------------------- | ------------------------- | --------------------- | --------------------- | --------------------- |
| Походження                |                           |                       | осіб                  | %                     |
| Корінні американці        | Корінні американці        |                       | 10                    | 1.32%                 |
| Інше північноамериканське | Інше північноамериканське |                       | 505                   | 66.89%                |
| Європейське               | Європейське               |                       | 290                   | 38.41%                |
| британське                | британське                |                       | 280                   | 37.09%                |
| французьке                | французьке                |                       | 10                    | 1.32%                 |

| Зайнятість населення за галузями (за класифікацією NOC): | Зайнятість населення за галузями (за класифікацією NOC): | Зайнятість населення за галузями (за класифікацією NOC): | Зайнятість населення за галузями (за класифікацією NOC): | Зайнятість населення за галузями (за класифікацією NOC): |
| -------------------------------------------------------- | -------------------------------------------------------- | -------------------------------------------------------- | -------------------------------------------------------- | -------------------------------------------------------- |
|                                                          |                                                          |                                                          |                                                          |                                                          |
| Управління                                               | Управління                                               |                                                          | 3%                                                       | 3%                                                       |
| Бізнес, фінанси та адміністрування                       | Бізнес, фінанси та адміністрування                       |                                                          | 17,9%                                                    | 17,9%                                                    |
| Природничі та прикладні науки                            | Природничі та прикладні науки                            |                                                          | 6%                                                       | 6%                                                       |
| Охорона здоров'я                                         | Охорона здоров'я                                         |                                                          | 3%                                                       | 3%                                                       |
| Освіта, правозахист, муніципальні та урядові служби      | Освіта, правозахист, муніципальні та урядові служби      |                                                          | 9%                                                       | 9%                                                       |
| Роздрібна торгівля та послуги                            | Роздрібна торгівля та послуги                            |                                                          | 16,4%                                                    | 16,4%                                                    |
| Гуртова торгівля, транспорт та обладнання                | Гуртова торгівля, транспорт та обладнання                |                                                          | 40,3%                                                    | 40,3%                                                    |
| Природні ресурси, сільське господарство                  | Природні ресурси, сільське господарство                  |                                                          | 3%                                                       | 3%                                                       |

## Клімат
Середня річна температура становить 5,3°C, середня максимальна – 19,3°C, а середня мінімальна – -9,3°C. Середня річна кількість опадів – 1 399 мм.
| Клімат поселення                              | Клімат поселення | Клімат поселення | Клімат поселення | Клімат поселення | Клімат поселення | Клімат поселення | Клімат поселення | Клімат поселення | Клімат поселення | Клімат поселення | Клімат поселення | Клімат поселення | Клімат поселення |
| Показник                                      | Січ.             | Лют.             | Бер.             | Квіт.            | Трав.            | Черв.            | Лип.             | Серп.            | Вер.             | Жовт.            | Лист.            | Груд.            |                  |
| Середній максимум, °C                         | 0,56             | −0,02            | 2,66             | 7,00             | 11,35            | 15,55            | 18,34            | 19,30            | 15,51            | 10,94            | 6,68             | 2,12             |                  |
| Середня температура, °C                       | −4,09            | −4,67            | −1,99            | 2,35             | 6,69             | 10,90            | 15,19            | 16,16            | 12,36            | 7,78             | 3,53             | −1,02            |                  |
| Середній мінімум, °C                          | −8,73            | −9,31            | −6,63            | −2,3             | 2,07             | 6,24             | 12,05            | 13,00            | 9,21             | 4,64             | 0,39             | −4,18            |                  |
| Норма опадів, мм                              | 133              | 113              | 118              | 109              | 97               | 102              | 101              | 93               | 133              | 138              | 125              | 137              |                  |
| Середньомісячна швидкість вітру, м/с          | 8.11             | 7.45             | 7.04             | 6.43             | 5.70             | 5.30             | 5.13             | 5.19             | 5.79             | 6.60             | 7.20             | 7.90             |                  |
| Середньомісячна сонячна радіація, кДж/м²·день | 4025             | 6768             | 10579            | 14051            | 17016            | 19055            | 19153            | 16119            | 12049            | 7225             | 4161             | 3119             |                  |
| --------------------------------------------- | ---------------- | ---------------- | ---------------- | ---------------- | ---------------- | ---------------- | ---------------- | ---------------- | ---------------- | ---------------- | ---------------- | ---------------- | ---------------- |
| Джерело:                                      |                  |                  |                  |                  |                  |                  |                  |                  |                  |                  |                  |                  |                  |